# Računarska semiotika
Računarska semiotika je interdisciplinarno polje koje primenjuje, sprovodi i zasniva se na istraživanju u logici, matematici, teoriji i praksi računanja, formalnih i prirodnih jezičkih studija, kognitivnih nauka uopšte i pravilne semiotike. Zajednička tema ovog rada je usvajanje znakovne teorijske perspektive na temu veštačke inteligencije i predstavljanja znanja. Mnoge njene primjene leže u polju interakcije između ljudi i računara (HCI) i osnovnih uređaja prepoznavanja.
Jedan deo ovog polja, poznat kao algebraska semiotika, kombinuje aspekte algebarske specifikacije i socijalne semiotike, a primenjen je na dizajn korisničkog interfejsa i na prikaz matematičkih dokaza.